# Adium
Adium és un client de missatgeria instantània gratuït i de codi obert per a Mac OS que suporta múltiples xarxes de missatgeria instantània, com Windows Live Messenger, Yahoo! Messenger, Google Talk, AIM, ICQ i XMPP. Està escrit utilitzant la API de Mac OS Cocoa, i es publica sota la Llicència Pública General de GNU (GPL). La mascota del programa i logotip s'anomena Adiumy. Adium està traduït a 27 llengües entre les quals hi ha el català.

## Història
Adium va ser creat per l'estudiant universitari Adam Iser, i la primera versió, "Adium 1.0", va ser publicada el setembre de 2001 i només suportava el client AIM (AOL Instant Messenger).
L'historial de versions d'Adium ha seguit un patró una mica inusual. S'anaven publicant versions contínuament i de forma ordenada fins a la versió 1.6.2c, publicada el 19 d'octubre de 2002. Es continuen publicant versions d'Adium fins a la versió 1.6.5.05 gràcies a Evan Schoenberg i varis desenvolupadors de FunMac Forums (de manera no oficial).
En aquest moment, l'equip de Adium va començar una reescriptura completa del codi d'Adium, expandint les seves característiques i passant a ser un programa de missatgeria multi-protocol. La llibreria libpurple (en aquell moment anomenada "libgaim") de Pidgin (anteriorment "Gaim") va ser implementada per afegir suport per protocols de missatgeria instantània diferents de AIM. L'equip de Adium originalment tenia la intenció de publicar aquests canvis com a "Adium 2.0". Tot i això, Adium finalment va ser re-anomenat "Adium X" i van acabar publicant la versió 0.50.
L'any 2005, Adium va rebre una menció especial dels Apple Design Awards.
Adium X 0.88, publicada el 24 de gener de 2006, va ser la primera versió compilada com un binari universal, que va permetre fer-lo funcionar de forma nativa en Macs basats en Intel.
Després de la versió 0.89.1, Adium X va ser re-anomenat una altra vegada a Adium, començant una altra vegada la numeració amb la versió 1.0 el febrer de 2007.

## Protocols
Adium suporta un ample varietat de protocols de missatgeria instantània a través de la llibreria libezv, STTwitterEngine i libpurple.
- XMPP (inclou Google Talk, Facebook Xat, i serveis LiveJournal)[8]
- Twitter
- Bonjour, compatible amb iChat
- IRC
- Novell GroupWise
- IBM Sametime
- Gadu-Gadu
- Skype (amb un complement)
- Skype Server per Empreses (anteriorment Microsoft Lync Server, Microsoft Office Communications Server) amb un complement
- Telegram (amb un complement)
- WhatsApp (amb un complement)
- QQ (amb un complement)
- Steam chat (amb un complement)
- NateOn (amb un complement)

## Complements
Adium fa ús d'una arquitectura de plugins. Moltes de las característiques essencials del programa són realment proporcionades pels complements inclosos en el paquet de l'aplicació. Aquests complements inclouen funcionalitats com la transferència de fitxers, suport pel sistema de notificacions Growl, Sparkle para actualitzacions de programes i suport per missatgeria encriptada amb la llibreria de missatgeria Off-the-Record.
Adium també és altament personalitzable a través de l'ús de recursos que els seus desenvolupadors anomenen "Xtras". El programa es pot personalitzar mitjançant l'ús de centenars de Xtras de tercers que alteren l'aparença dels emoticones, icones de docks, estils de llistes de contactes i estils de missatges. També pot ser millorat a través de l'ús de diferents conjunts de sons. Els scripts d'Apple també poden utilitzar-se per modificar automàticament el comportament en les respostes a determinats desencadenants.